# 庞多·查贝机场
庞多·查贝机场（印尼语：Bandar Udara Pondok Cabe）是印度尼西亚万丹省南唐格朗的一座机场，由帕塔米纳石油公司所有、佩利达航空运营，是佩利达航空的基地机场，印度尼西亚飞机服务公司（PT. Indopelita Aircraft Services，是一家飞机维修企业）在庞多·查贝机场有一个维修机库。现在，庞多·查贝机场为不定期航班提供服务，也是印度尼西亚国家警察的航空队所在地，机场配有印尼陆军的C-212运输机、印尼海军航空兵的机库。
澳大利亚的航空机构曾计划在2009年投资1亿美元将庞多·查贝机场开发为商业机场，新建一座航站楼并将跑道延长到2,500米
加鲁达印尼航空曾计划于2016年末在庞多·查贝机场开设一个基地，使用ATR 72-600开通飞往爪哇岛其他地区、苏门答腊岛和加里曼丹岛的航线。政府批准加鲁达印尼航空在设立基地后，每天提供飞往6个目的地的航班：爪哇岛的三宝垄、日惹和梭罗，苏门答腊岛的班达楠榜和巨港，加里曼丹岛的庞卡兰布翁。
2017年，印尼交通部又表示庞多·查贝机场发展为商业机场的时机尚未成熟，机场也没有塔台，目前正在研究是否会由哈利姆·珀达纳库苏马国际机场的塔台管控或者使用自己的塔台。

## 航空公司和目的地
| 航空公司   | 目的地                       |
| ---------- | ---------------------------- |
| 达拉亚航空 | 万隆、井里汶                 |
| 东印尼航空 | 包机：北干巴鲁、泗水、井里汶 |
| 普雷米航空 | 包机：棉兰、古农西托利、坤甸 |
| 佩利达航空 | 包机：索龙、杜迈、万隆、日惹 |

## 资料来源
1. ↑  . worldaerodata.com. WorldAeroData.   [2017-11-11]. （原始内容存档于2018-12-15）.
2. ↑  . Tempointeraktif.com. 2008-04-22. （原始内容存档于2015年9月24日）.
3. ↑  Agust Supriadi. . www.jpnn.com. 2016-04-18.[永久]
4. ↑  . www.cnnindonesia.com. 2015-11-13  [2017-11-11]. （原始内容存档于2017-11-12）.
5. ↑  Heru Febrianto. . ekbis.sindonews.com. sindonews. 2016-03-27  [2017-11-11]. （原始内容存档于2017-11-12）.
6. ↑  . www.tribunnews.com. TRIBUNNEWS.COM, JAKARTA. 2017-09-07  [2017-11-11]. （原始内容存档于2017-10-19）.